# Michel Peyronel
Miguel Alberto Peyronel, conocido como Michel Peyronel (Bahía Blanca, Buenos Aires, 10 de septiembre de 1951), es un músico, artista y productor argentino. Se desempeñó como baterista y cantante de Riff, de Tarzen (en España), el grupo punk francés Extraballe, la banda de rock Héroes del Asfalto y su última banda rockera Humanoides Desidentes. También tuvo su carrera discográfica en solitario con A Toda Mákina. Fue compositor de varias canciones importantes para sus bandas, como los temas «Mala Noche», «La pantalla de un Mundo Nuevo», «Macadam 3,2,1,0», «Susy Cadillac», «Mal Romance» y «Que sea rock», entre otros éxitos.
También se ha destacado en el arte performance, y es creador y director artístico de las FM Tango, Wonder 80's y Rock B.A. Además ha trabajado ocasionalmente como actor en films como Highlander 2 y Alguien te está mirando, al igual que en publicidades. Es hermano mayor del también músico Danny Peyronel.

## Biografía
Michel Peyronel nació en Bahía Blanca el 10 de septiembre de 1951. Su familia es de ascendencia franco-alemana. Desde niño estudió piano clásico. En la adolescencia se pasó a la batería. En 1973 emigró a Europa y se radicó en Francia, donde estudio economía y creó la banda de rock Extraballe, un grupo francés de new wave y punk como baterista. Peyronel es políglota.
De regreso en la Argentina a fines de los años 70, tras una estadía en el Viejo Continente, es convocado por el guitarrista y compositor Pappo para integrar el grupo Riff, banda de heavy metal. Peyronel compuso los temas «Mala Noche», «La pantalla del Mundo Nuevo», «Susy Cadillac», «Macadam 3,2,1,0», «Mal Romance», «Que sea rock» entre otros éxitos para su banda Riff, con la cual grabó cinco discos de estudio, y fue parte hasta su disolución por la muerte de Pappo en 2005.
En el año 1984 lanzó su primer álbum como solista, A Toda Mákina, con la participación de Stuka guitarrista de Los Violadores. Asimismo, se destacan sus trabajos en calidad de productor, para diversos artistas de rock argentinos, como Virus, o Los Violadores y su primer LP homónimo (1983). A mediados de los '80 formó Tarzen en España, con su hermano Danny y el guitarrista Salvador Domínguez, banda de corte glam metal con cierto suceso internacional. Por otra parte, en 1990 se abocó a la actividad radial, como creador y director de la estación FM Tango de Buenos Aires con la que ganó dos Martin Fierros a la mejor FM.
A fines de los 2000 formó el grupo hard rock Héroes del Asfalto, del cual participa su hijo Jean Jacques Peyronel, entre otros jóvenes músicos, y con los cuales editó un disco en el año 2009. En 2009 con Héroes del Asfalto fueron una de las bandas soporte de los tres conciertos de AC/DC en el Estadio River Plate. A principios de 2012 comenzó la grabación de Club Atlético de Mutantes, en Digital Southamerica con Nicolás Guerrieri como ingeniero y productor, Peyronel (productor y director artístico), con Gerardo Solnie (batería), Hernán Valencia (piano y teclado), Jean Jaques Peyronel (bajo y guitarra), Claudio Tano Marciello (guitarra), Pablo Mainetti (bandoneón) y José Bale (percusión). Con producción ejecutiva de Poppy Manzanedo, se grabó durante todo el 2012 y parte de 2013. Editado por Pop Art Music, es una fusión del rock, heavy metal, tango, reggae, lounge, electrónica y ambient.  También creó su última banda Rock Heavy "Humanoides Desidentes". Hasta la actualidad Michel Peyronel sigue en vigencia con su carrera artística.

## Estilo
Musicalmente, Michel Peyronel se destaca por su particular técnica de batería, golpeando continuamente el hi hat y los platillos, y con un groove muy firme y poderoso. En cuanto a letras, Michel se destaca por utilizar temáticas de escenarios posapocalípticos, ciencia ficción y cyberpunk. Particularmente es adepto a letras con escenarios similares a los de la película de acción posapocalíptica Mad Max 2 (1981), con desiertos desolados, máquinas abandonadas, naciones destruidas, bandidos motorizados, y heroicos sobrevivientes.

## Discografía solista
- A Toda Mákina, Tonodisc (1984)
- Club Atlético de Mutantes, Pop Art Music (2013)

## Productor
- Los Violadores - Los Violadores (1983)
- Agujero interior - Virus (1983)
- Mercado indio - Los Violadores (1987)
- Dulce Navidad - Attaque 77 (1989)
- Desequilibrio - Los Visitantes (1998)
- Mientras - Buitres Después de la Una (2003)
- Salvaje - Bulldog (2007)
- Rock en Monsterland - Pier (2007)

## Filmografía
- Alguien te está mirando (1988)
- Highlander II: The Quickening (1991)